# Bibo Bergeron
Éric Bergeron, noto come Bibo (Parigi, 14 luglio 1965), è un regista, animatore e sceneggiatore francese, attivo nel campo dell'animazione.

## Biografia
Ha ottenuto la nomination ai Premi Oscar 2005 nella categoria miglior film d'animazione per Shark Tale, in condivisione con Vicky Jenson e Rob Letterman

## Filmografia principale

### Cinema
- 2000 - La strada per El Dorado
- 2004 - Shark Tale
- 2011 - Un mostro a Parigi

### Televisione
- 2001 - What's with Andy?
- 2004 - Woofy